# 成清美治
成清 美治（なりきよ よしはる、1944年4月14日 - ）は、日本の社会福祉学者。神戸親和女子大学客員教授。

## 経歴
兵庫県生まれ。1970年日本福祉大学社会福祉学部卒業、1985年龍谷大学大学院文学研究科修士課程修了。四条畷学園女子短期大学教授、神戸市看護大学教授、神戸女子大学教授、福井県立大学教授、2007年神戸親和女子大学教授、2014年定年退任。2006年「新・ケアワーク論」で日本福祉大学より博士（社会福祉学）の学位を取得。

## 著書
- 『ケアワークを考える その周辺をめぐる諸課題』八千代出版 1996
- 『ケアワーク論 介護保険制度との関連性のなかで』学文社 1999
- 『新・ケアワーク論』学文社 2003
- 『ケアワーク入門』学文社 2009
- 『私たちの社会福祉』学文社 2012

### 共編著
- 『医療福祉概論』児島美都子共編著 学文社 1997
- 『介護福祉概論』相沢譲治共編著 学文社 1997
- 『社会福祉援助技術論』岡本民夫,小山隆共編著 学文社 1997
- 『新・社会福祉概論』編著 学文社 1998
- 『老人福祉概論』小國英夫共編著 学文社 1998　「高齢者福祉概論」
- 『障害者福祉概論』児島美都子,村井龍治共編著 学文社 1999
- 『公的扶助概論』中川健太朗共編著 学文社 2000
- 『現代社会福祉用語の基礎知識』加納光子共編 学文社 2001
- 『精神保健福祉概論』加納光子共編著 学文社 2001
- 『地域福祉概論』井岡勉共編著 学文社 2001
- 『現代医療福祉概論』児島美都子共編著 学文社 2002
- 『現代児童福祉概論』曽田里美共編著 学文社 2003
- 『新・介護福祉概論』加納光子,久保田トミ子共編著 学文社 2003
- 『社会福祉』新版 加納光子共編著 学文社 2005 ベーシックシリーズソーシャルウェルフェア 1
- 『社会福祉援助技術』新版 加納光子,久保美紀共編著 学文社 2005 ベーシックシリーズソーシャルウェルフェア 7
- 『公的扶助』新版 高間満,岡田誠共編著 学文社 2006 ベーシックシリーズソーシャルウェルフェア 6
- 『高齢者福祉』新版 峯本佳世子共編著 学文社 2006 ベーシックシリーズソーシャルウェルフェア 4
- 『家族援助』新版 高橋紀代香共編著 学文社 2007 ベーシックシリーズソーシャルウェルフェア 9
- 『精神保健福祉』新版 加納光子,青木聖久共編著 学文社 2007 ベーシックシリーズソーシャルウェルフェア 10
- 『看護・介護・福祉の百科事典』糸川嘉則総編集 交野好子,西尾祐吾共編 朝倉書店 2008
- 『障害者福祉』新版 伊藤葉子,青木聖久共編著 学文社 2008 ベーシックシリーズソーシャルウェルフェア 3
- 『児童福祉』新版 吉弘淳一共編著 学文社 2008 ベーシックシリーズソーシャルウェルフェア 2
- 『精神保健福祉援助技術 1(総論)』新版 阪田憲二郎,青木聖久共編著 学文社 2008 ベーシックシリーズソーシャルウェルフェア 11
- 『現代社会と福祉』加納光子共編著 学文社 2009 イントロダクションシリーズ 1
- 『高齢者に対する支援と介護保険制度』峯本佳世子共編著 学文社 2009 イントロダクションシリーズ 3
- 『保健医療サービス』児島美都子,牧洋子共編著 学文社 2009 イントロダクションシリーズ 2
- 『相談援助の基盤と専門職』加納光子共編著 学文社 2010 イントロダクションシリーズ
- 『低所得者に対する支援と生活保護制度』高間満,岡田誠共編著 学文社 2010 イントロダクションシリーズ 4
- 『社会保障』真鍋顕久共編著 学文社 2011 イントロダクションシリーズ 7
- 『児童や家庭に対する支援と児童・家庭福祉制度』吉弘淳一共編著 学文社 2011 イントロダクションシリーズ 6
- 『障害者に対する支援と障害者自立支援法』伊藤葉子共編著 学文社 2012 イントロダクションシリーズ 8
- 『地域福祉の理論と方法』川島典子共編著 学文社 2013 イントロダクションシリーズ

## 参考
- 『現代日本人名録』2002年
- 神戸親和女子大学